# Montaż (budownictwo)
Montaż – rodzaj robót budowlanych polegających na połączeniu ze sobą gotowych elementów prefabrykowanych tworzących obiekt budowlany, część obiektu budowlanego, lub wyposażenie trwale z nim związane.
Przy robotach budowlanych polegających na montażu, prawo budowlane wymaga prowadzenia przez kierownika budowy dziennika budowy (przed 27 stycznia 2023 r. dziennika montażu).
Rodzaje montażu:
- próbny w wytwórni – próbne zestawienie wszystkich elementów, jeszcze przed wysłaniem ich na budowę, w celu sprawdzenia dokładności wykonania;
- wstępny – scalanie pojedynczych elementów w większe zespoły, zawsze kiedy to niezbędne, w przypadku używania do montażu maszyn o udźwigu znacznie przekraczającym masę pojedynczych elementów;
- główny – podnoszenie pojedynczych elementów lub większych ich zespołów i ustawianie ich w projektowanym położeniu;
- ostateczny – zamocowanie ustawionych już elementów części konstrukcji.